# Bitka pri Charlotte
Bitka za Charlotte je bila bitka ameriške revolucionarne vojne, ki se je odvijala v mestu Charlotte v Severni Karolini 26. septembra 1780. Bitka se je zgodila pri sodišču okrožja Mecklenburg v Severni Karolini, kjer danes stoji stolpnica "Bank of America" na ulicah Trade in Tryon v središču Charlotte. Predhodnica vojske generala Charlesa Cornwallisa je prijezdila v mesto in pred sodiščem naletela na dobro pripravljeno patriotsko milico pod poveljstvom Williama R. Davieja. Sledil je spopad, v katerem je bil ranjen George Hanger, 4. baron Coleraine, ki je vodil britansko konjenico. Majhna enota patriotov, ki ni nameravala ponuditi več kot simboličnega odpora, se je po prihodu Cornwallisa in glavnine vojske umaknila proti severu proti Salisburyju, Severna Karolina.

## Ozadje
V skladu z britansko "južno strategijo" za zmago v ameriški revolucionarni vojni so britanske sile zavzele zavzele Charleston, Južna Karolina v začetku leta 1780 in je pregnal sile kontinentalne armade iz Južne Karoline. Po porazu kontinentalne armade pri Camdenu avgusta 1780 se je britanski general lord Cornwallis s svojo vojsko ustavil v regiji Waxhaws v severni Južni Karolini. Ker je verjel, da britanske in lojalistične sile nadzorujejo Georgijo in Južno Karolino, se je odločil obrniti proti severu in se spopasti z grožnjo, ki so jo predstavljali ostanki kontinentalne armade v Severni Karolini. Sredi septembra se je začel premikati proti severu proti Charlotte, Severna Karolina.
Cornwallisove premike so spremljale milice iz Severne in Južne Karoline. Ena enota pod poveljstvom Thomasa Sumterja je ostala zadaj in nadlegovala britanske in lojalistične postojanke v zaledju Južne Karoline, druga pa pod poveljstvom majorja Williama R. Davieja je vzdrževala dokaj tesen stik z deli svoje enote, ko se je Cornwallis premikal proti severu. Davie je 20. septembra presenetil odred Cornwallisovih lojalističnih sil pri Wahabovi plantaži in se nato premaknil v Charlotte, kjer je postavil zasedo, da bi nadlegoval Cornwallisovo predhodnico.
Charlotte, Severna Karolina je bila takrat majhno mesto z dvema glavnima cestama, ki sta se križali v središču mesta, kjer je sodišče okrožja Mecklenburg prevladovalo na križišču. Južna fasada sodišča je imela vrsto stebrov, med katerimi je bil zgrajen kamniti zid, visok približno 3,5 m, ki je služil kot lokalna tržnica. Davie je postavil tri vrste milic severno od sodišča, eno za kamnitim zidom, in postavil konjeniške čete na vzhodno in zahodno stran sodišča, ki so pokrivale ceste, ki so vodile v te smeri. Nazadnje je postavil četo 20 mož za hišo na južni cesti, kjer je pričakoval britanski napad.
Ko se je njegova kolona približevala Charlottu, bi Cornwallis običajno poslal podpolkovnika Banastreja Tarletona in njegovo "Britansko legijo", da preiščeta mesto. Vendar je bil Tarleton bolan, zato je Cornwallis Tarletonovemu podrejenemu, majorju Georgu Hangerju, dodelil, naj vstopi v mesto in prežene milico, za katero je pričakoval, da je na tem območju.

## Bitka
Hanger je pogumno vodil konjenico v mesto, a neprevidno pustil pehoto za seboj. Tudi potem, ko je 20 mož za hišo odprlo strelni ogenj, so Hangerjevi možje nadaljevali z jahanjem, dokler ga ni srečal močan ogenj milice za kamnitim zidom. Ko je prva milica manevrirala, da bi naredila pot drugi, je Hanger njihovo gibanje napačno razumel kot umik in nadaljeval napad. To ga je pripeljalo v uničujoč navzkrižni ogenj druge linije in konjeniških čet, nameščenih na vzhodu in zahodu. Hanger je bil ranjen, njegova konjenica pa se je v neredu umaknila nazaj k pehoti Legije.
Cornwallis, opozorjen zaradi zvokov bitke, je odjahal naprej, da bi ocenil situacijo. Vznemirjen, ko je konjenica oklevala z ponovnim napadom, je zavpil: »Legija, ne pozabi, da lahko izgubiš vse, a nimaš ničesar pridobiti.« Cornwallis je nato ukazal lahki pehoti, naj gre naprej, da bi podprla Legijo in ta je mesto ustrezno izpraznila.

## Posledice
Mark Boatner pravi, da so Britanci v spopadu utrpeli 15 žrtev. Patrick O'Kelley pravi, da niso imeli nikogar ubitega, razen 33 ranjenih. John S. Pancake pravi, da so imeli 12 ubitih in 47 ranjenih. Žrtve patriotov O' Kelley navaja kot 5 ubitih, 6 ranjenih in 12 ujetih in Boatner kot 30 ubitih, ranjenih ali ujetih.
Hanger je incident označil za "neznaten spopad", vendar je Cornwallisu jasno sporočil, da bo moral pričakovati nadaljnji odpor. Hanger je nato tudi zbolel, kar je še dodatno onemogočilo učinkovitost Tarletonove legije. Namesto napredovanja proti Hillsboru, Severna Karolina je Cornwallis zasedel Charlotte. Njegov položaj ni bil nikoli povsem varen, ker je patriotska milica ovirala vse pomembnejše poskuse komunikacije s podeželjem. Cornwallisov levi bok, ki mu je poveljeval Patrick Ferguson, je bil 7. oktobra 1780 pri Kings Mountain skoraj v celoti ubit, ranjen ali ujet. Cornwallis se je novembra zaradi poročil o vztrajni dejavnosti patriotske milice v Južni Karolini umaknil v Winnsboro, Južna Karolina.